# Albijon Morina
Albijon „The Gladiator“ Morina (* 25. Juni 2006 in Ingolstadt, Bayern) ist ein deutscher Kickboxer und aktueller WKU-Profi-Europameister im K-1. Er gilt als Nachwuchstalent im deutschen Kampfsport und hat eine Bilanz von 30 Siegen in ebenso vielen Kämpfen. Morina stammt aus einer kampfsportbegeisterten Familie mit kosovarischen Wurzeln und trainiert im ladiators Gym Ingolstadt, das von seinen Verwandten geführt wird.

## Leben
Albijon wurde in Ingolstadt geboren und wuchs dort auf. Bereits im Alter von fünf Jahren begann er mit dem Kickboxen. Früh zeigte sich sein Talent im sportlichen Bereich, das durch seine Familie gefördert wurde. Seine beiden Cousins Dardan und Gentian Morina – beide selbst Kampfsportler – nahmen ihn unter ihre Fittiche und legten damit den Grundstein für seine spätere Karriere.
Morina besuchte eine Realschule in Ingolstadt und absolvierte anschließend die Fachoberschule. Parallel dazu bereitete er sich auf eine Ausbildung zum Sport- und Fitnesskaufmann vor, mit dem Ziel, später im familiären Gym mitzuarbeiten.

## Karrierebeginn und Aufstieg im Kickboxen
Seine ersten Amateurkämpfe bestritt Morina im Kindes- und Jugendalter. Hier sammelte er zahlreiche Siege auf nationalen Turnieren. Mit 16 Jahren wechselte er in die Profiliga und begann, deutschlandweit und international auf sich aufmerksam zu machen.
Zwischen 2022 und 2025 kämpfte er unter anderem bei Turnieren wie der Steko’s Fight Night und bei der „Ringlife Combat Series“. In dieser Zeit errang er fünf Turniersiege in Folge – davon vier durch K. o.

## Europameistertitel
Der Höhepunkt seiner Karriere erfolgte im Mai 2025 bei der „7. Gladiator Fight Night“ in Ingolstadt. Vor heimischem Publikum besiegte Morina den Polen Mateusz Janik in einem Titelkampf über fünf Runden nach Punkten. Mit diesem Sieg sicherte er sich den WKU-Profi-Europameistertitel im K-1. Zum damaligen Zeitpunkt war seine Bilanz makellos: 32 Siege in 32 Kämpfen, viele davon vorzeitig.

## Kampfstil
Morina ist ein technisch versierter Kämpfer mit klarem Fokus auf Distanzkontrolle, schnelle Konter und präzise Kombinationen. Besonders auffällig ist seine Ruhe im Ring – selbst in kritischen Phasen bleibt er konzentriert und taktisch diszipliniert. Trainer und Experten loben seine Reife und Kampfintelligenz trotz seines jungen Alters.

## Persönliches
Der 19-Jährige ist außerhalb des Rings bodenständig und familienverbunden. Er engagiert sich für den Sportnachwuchs im Gladiators Gym und unterstützt dort auch das Training jüngerer Athleten. In Interviews betont er häufig, wie wichtig ihm Disziplin, Respekt und Zielstrebigkeit sind – Werte, die ihm laut eigenen Aussagen „durchs Training und durch die Familie“ mitgegeben wurden.

## Erfolge
- 2024: Deutscher Meister im K1 bis 72,5 kg – WKU[4]
- 2024: Deutscher Meister im K1 bis 72,5 kg – WKU[5]
- 2024: Deutscher Meister im K1 bis 75 kg – GBA[6]
- 2025: Europameistertitel im K1 – WKU[7]